# Giberto Borromeo (politico)
Gilberto Borromeo, III conte di Arona (Milano, 1460 – Milano, 27 febbraio 1508), è stato un nobile e politico italiano.
Senatore del Ducato di Milano, si oppose a Ludovico il Moro che richiedeva la discesa francese in Italia e prese in sposa Maddalena di Hohenzollern.

## Biografia

### Giovinezza
Giberto nacque a Milano nel 1460 circa, figlio di Giovanni, conte di Arona, e di sua moglie Maria Cleofe Pio. La rilevante posizione di suo padre nel Ducato di Milano, gli aprì indubbiamente una strada proficua a tal punto che nel 1475, ancora giovanissimo, ricevette in dono dal duca Galeazzo Maria Sforza alcuni broccati preziosi.

### Matrimonio
Il 6 maggio 1484 sposò a Mantova, per procura, Maddalena di Brandeburgo, figlia di Fritz d'Hohenzollern (figlio naturale a sua volta del margravio Giovanni l'Alchimista), il quale era anche fratello di Barbara, marchesa di Mantova. Questo matrimonio, sapientemente architettato dal conte Giovanni, fruttò ai Borromeo, oltre alla cospicua dote di 5.000 ducati, la parentela con gli Hohenzollern ed i Gonzaga di Mantova, fatto che consentì un inevitabile rafforzamento dell'influenza politica della potente famiglia milanese.

### Carriera
Nel 1487, Giberto venne inviato dal padre insieme ai condottieri milanesi Renato Trivulzio ed il Bergamino, a combattere contro gli svizzeri che avevano da poco invaso la Val d'Ossola, minacciando i possedimenti feudali della sua famiglia. Tale spedizione militare ebbe un esito felice nella Battaglia di Crevola (28 aprile 1487) che mise in fuga i contingenti svizzeri intervenuti nella contesa.
Con la morte del padre nel 1495, Giberto ne assunse l'eredità ed i titoli in un periodo storico e politico particolarmente importante per il Ducato di Milano: già durante gli anni precedenti, infatti, Giberto si era strenuamente opposto all'attività di governo del duca Ludovico il Moro, in particolare per la politica da quest'ultimo adottata contro le principali famiglie del ducato che pertanto smisero di recargli il necessario appoggio. Dopo poco, Giberto entrò in contesa anche coi Visconti che minacciavano di privarlo della sua eredità per una contesa legale al testamento di suo zio. Data la sua posizione incerta ed i precedenti scontri con l'autorità statale, il Duca di Milano decise di accogliere l'istanza dei Visconti e privò Giberto di molti dei suoi possedimenti e beni, ripensandoci però solo nel 1498 quando il Moro, incalzato dalla minaccia francese sul ducato, decise di provare a riconciliarsi con le principali famiglie del ducato per necessità. In quel frangente Giberto riprese il possesso della rocca di Angera e della fortezza di Arona. Questi ultimi provvedimenti, sebbene mitigarono il rapporto tra il Borromeo e gli Sforza, non garantirono comunque a questi ultimi una fedeltà cieca da parte della famiglia milanese, nemmeno con la nomina di Giberto a consigliere segreto.
Il ruolo del Borromeo intanto si fece di sempre maggior peso se nel settembre del 1499, ormai con l'appressarsi dell'esercito francese guidato dal condottiero milanese Gian Giacomo Trivulzio, venne prescelto dal Moro insieme ad altri nobili milanesi di reggere il Ducato di Milano sino all'arrivo degli invasori. Il 5 ottobre di quello stesso anno, egli fu tra i primi nobili a recarsi a Binasco per rendere omaggio a Luigi XII di Francia il quale, in virtù della fedeltà dimostrata e per il suo passato contrario agli Sforza, gli concesse una ricca pensione e nel novembre di quello stesso anno lo nominò senatore.

### Ultimi anni e morte
Col breve ritorno di Ludovico il Moro nel febbraio del 1500, il Borromeo cambiò nuovamente bandiera grazie alla mediazione di un suo parente, Marchesino Stanga, il quale aveva fedelmente seguito Ludovico nel suo esilio forzoso in Germania. Quando i francesi tornarono a invadere il ducato nell'aprile di quello stesso anno, per quanto il Borromeo si sforzò di far parte di un'ambasceria che si recò a sottomettere la città di Milano al Re di Francia, il suo onore non poté essere mai completamente ristabilito agli occhi del sovrano dal quale venne condannato al pagamento della pesante ammenda di 2000 ducati. Dopo questa multa, poté rioccupare il proprio ruolo di senatore che mantenne sino al 1505 quando decise di ritirarsi a vita privata.
Morì a Milano il 27 febbraio 1508 e venne seppellito nella cappella di San Paolo che lui stesso aveva provveduto a far costruire della Chiesa di Santa Maria delle Grazie.

## Discendenza
Dal matrimonio tra Giberto e Maddalena di Brandeburgo nacquero:
- Lodovica Bianca (1488 - ?), morta in giovane età
- Margherita (1490 - 1544), sposò Marcantonio Landriani
- Federico (1492 - 1528), conte di Arona, sposò Veronica Visconti di Somma
- Camilla, sposò Matteo Beccaria
- Giovanna (m. 1528), sposò Luigi Caccia
- Paola, sposò Bartolomeo de' Capitani d'Arzago
- Anna (1508-1509)

## Ascendenza
|                                 |           |                                   | Genitori                      |  |  | Nonni |  |  | Bisnonni             |  |  | Trisnonni             |  |
|                                 |           |                                   |                               |  |  |       |  |  | Vitaliano I Borromeo |  |  | Giacomo de' Vitaliani |  |
|                                 |           |                                   |                               |  |  |       |  |  | Vitaliano I Borromeo |  |  | Giacomo de' Vitaliani |  |
|                                 |           | Margherita Borromeo               |                               |  |  |       |  |  | Vitaliano I Borromeo |  |  |                       |  |
| Filippo I Borromeo              |           |                                   |                               |  |  |       |  |  | Vitaliano I Borromeo |  |  |                       |  |
|                                 |           | Ambrosina Fagnani                 | Giacomo Fagnani               |  |  |       |  |  |                      |  |  |                       |  |
|                                 |           | Ambrosina Fagnani                 | Giacomo Fagnani               |  |  |       |  |  |                      |  |  |                       |  |
|                                 |           | Ambrosina Fagnani                 | …                             |  |  |       |  |  |                      |  |  |                       |  |
| Giovanni I Borromeo             |           | Ambrosina Fagnani                 |                               |  |  |       |  |  |                      |  |  |                       |  |
|                                 |           | Lancillotto Visconti di Cicognola | Alberto Visconti di Cicognola |  |  |       |  |  |                      |  |  |                       |  |
|                                 |           | Lancillotto Visconti di Cicognola | Alberto Visconti di Cicognola |  |  |       |  |  |                      |  |  |                       |  |
|                                 |           | Lancillotto Visconti di Cicognola | Bianchina Visconti            |  |  |       |  |  |                      |  |  |                       |  |
| Francesca Visconti di Cicognola |           | Lancillotto Visconti di Cicognola |                               |  |  |       |  |  |                      |  |  |                       |  |
|                                 |           | Isabella Visconti di Varese       | Azzo Visconti di Varese       |  |  |       |  |  |                      |  |  |                       |  |
|                                 |           | Isabella Visconti di Varese       | Azzo Visconti di Varese       |  |  |       |  |  |                      |  |  |                       |  |
|                                 |           | Isabella Visconti di Varese       | Elisa ?                       |  |  |       |  |  |                      |  |  |                       |  |
| Giberto Borromeo                |           | Isabella Visconti di Varese       |                               |  |  |       |  |  |                      |  |  |                       |  |
|                                 | Marco Pio | Giberto I Pio                     |                               |  |  |       |  |  |                      |  |  |                       |  |
|                                 | Marco Pio | Giberto I Pio                     |                               |  |  |       |  |  |                      |  |  |                       |  |
|                                 | Marco Pio | Bianca Casati                     |                               |  |  |       |  |  |                      |  |  |                       |  |
| Giberto II Pio                  | Marco Pio |                                   |                               |  |  |       |  |  |                      |  |  |                       |  |
|                                 |           | Taddea de' Roberti                | Cabrino de' Roberti           |  |  |       |  |  |                      |  |  |                       |  |
|                                 |           | Taddea de' Roberti                | Cabrino de' Roberti           |  |  |       |  |  |                      |  |  |                       |  |
|                                 |           | Taddea de' Roberti                | Margherita del Sale           |  |  |       |  |  |                      |  |  |                       |  |
| Maria Cleofe Pio                |           | Taddea de' Roberti                |                               |  |  |       |  |  |                      |  |  |                       |  |
|                                 |           | Gherardo Ludovico Migliorati      | Antonio Migliorati            |  |  |       |  |  |                      |  |  |                       |  |
|                                 |           | Gherardo Ludovico Migliorati      | Antonio Migliorati            |  |  |       |  |  |                      |  |  |                       |  |
|                                 |           | Gherardo Ludovico Migliorati      | Antonella ?                   |  |  |       |  |  |                      |  |  |                       |  |
| Elisabetta Migliorati           |           | Gherardo Ludovico Migliorati      |                               |  |  |       |  |  |                      |  |  |                       |  |
|                                 |           | Biancafiore da Carrara            | Conte da Carrara              |  |  |       |  |  |                      |  |  |                       |  |
|                                 |           | Biancafiore da Carrara            | Conte da Carrara              |  |  |       |  |  |                      |  |  |                       |  |
|                                 |           | Biancafiore da Carrara            | …                             |  |  |       |  |  |                      |  |  |                       |  |
|                                 |           | Biancafiore da Carrara            |                               |  |  |       |  |  |                      |  |  |                       |  |